# Korab II
Korab II (Korab z mitrą) – polski herb książęcy, odmiana herbu Korab. Herb własny rodziny Bierbaszów.

## Opis herbu

### Opis historyczny
Wiktor Wittyg blazonuje herb następująco:

Korab z mitrą.

### Opis współczesny
Opis skonstruowany współcześnie brzmi następująco:
Na tarczy o polu czerwonym korab złoty z takąż murowaną blankową wieżą.
Całość otacza płaszcz heraldyczny, podbity gronostajem.
Płaszcz zwieńcza mitra książęca.

## Geneza
Herb Korab II przynależy Bierbaszom, rodzinie kniaziów tatarskich. Z rodziny tej znany jest kniaź Abrahim Bierbasz – chorąży Województwa Nowogródzkiego w 1625 roku.

## Herbowni
Informacje na temat herbownych w artykule sporządzone zostały na podstawie wiarygodnych źródeł, zwłaszcza klasycznych i współczesnych herbarzy. Należy jednak zwrócić uwagę na częste zjawisko przypisywania rodom szlacheckim niewłaściwych herbów, szczególnie nasilone w czasie legitymacji szlachectwa przed zaborczymi heroldiami, co zostało następnie utrwalone w wydawanych kolejno herbarzach. Identyczność nazwiska nie musi oznaczać przynależności do danego rodu herbowego. Przynależność taką mogą bezspornie ustalić wyłącznie badania genealogiczne.
Pełne listy herbownych nie są dziś możliwe do odtworzenia, także ze względu na zniszczenie i zaginięcie wielu akt i dokumentów w czasie II wojny światowej (m.in. w czasie powstania warszawskiego w 1944 spłonęło ponad 90% zasobu Archiwum Głównego w Warszawie, gdzie przechowywana była większość dokumentów staropolskich). Nazwisko znajdujące się w artykule pochodzi z Nieznanej szlachty i jej herbów, Wiktora Wittyga. Występowanie danego nazwiska w artykule nie musi oznaczać, że konkretna rodzina pieczętowała się herbem Korab II. Często te same nazwiska są własnością wielu rodzin reprezentujących wszystkie stany dawnej Rzeczypospolitej, tj. chłopów, mieszczan, szlachtę. Herb Korab II jest herbem własnym, wiec do jego używania uprawniona jest zaledwie jedna rodzina: Bierbaszowie.